# Choví SL
Choví SL és una empresa alimentària valenciana, especialitzada en la producció i comercialització d'allioli.
Va ser creada l'any 1953 a la localitat valenciana de Benifaió (Ribera Alta) per Vicent, Francisco i Encarna Choví. A partir dels anys 60, va començar a fabricar i comercialitzar maioneses i arribà la primera etiqueta comercial: Nita Choví, que en els 70 passà a ser únicament Choví. Des de finals del 2011 els tres fills de Vicent van comprar les parts dels seus cosins.
El seu mercat és el de les salses, el seu producte estrela és l'allioli. L'empresa disposa a Benifaió de 20.000 m2 de terrenys, i segons xifres de 2015, factura al voltant de 30 milions d'euros anuals. El març de 2015 va fundar el Club de Primeres Marques de la Comunitat Valenciana, junt amb 9 empreses valencianes més.